# Mariko Nagai
Mariko Nagai (永井真理子, Nagai Mariko) née le 4 décembre 1966, mariée Mariko Hirota (廣田真理子), est une chanteuse japonaise, qui débute en 1987. Elle chante notamment en 1989 Miracle Girl, générique de la série anime Yawara!, et Time, thème du film Gunhed, ainsi que Manatsu no Eve, thème de fin du second film de la série anime Tenchi Muyo! en 1997.
Elle est l'homonyme d'une écrivaine japonaise.

## Discographie
| - Oh, Moon Light (oh, ムーンライト) (1987.07.22) - 瞳・元気 (1987.11.25) - Brand-New Way (1988.04.01) - ロンリイザウルス (1988.07.01) - 自分についた嘘 (1988.09.27) - Fight! (1988.12.21) - Ready Steady Go! (1989.04.07) - TIME (1989.07.01) - Miracle Girl (ミラクル・ガール) (1989.10.01) - White Communication ～新しい絆～ (1990.03.01) - 23才 (1990.06.20) - ZUTTO (1990.10.24) - ハートをWASH! (1991.04.24) - 愛こそみんなの仕事／私の中の勇気 (1991.08.21) - やさしくなりたい (1991.11.25) - YOU AND I (1992.04.22) - 泣きたい日もある (1992.07.17) - Chu-Chu (1992.10.14) - 大きなキリンになって (1993.02.10) - HYSTERIC GLAMOUR2 (1993.04.28) - We are OK! (1993.07.21) - my sweet days (1993.10.27) - Cherry Revolution (1994.04.27) - 日曜日が足りない (1994.07.06) - きれいになろう (1994.11.09) - おいでよSmile World (1995.02.01) - KISS ME (1995.03.25) - 飛べないBig Bird (1995.07.21) - Manatsu no Eve (真夏のイブ) (1997.07.09) - 私を捜しにゆこう (1997.12.10) - うた (1998.07.08) - かたちのないものが好き (2000.07.19) - あなたのそばにいて (2000.11.08) - 同じ時代 (2002.01.30) | - 上機嫌 (1987) - 元気予報 (1987) - Tobikkiri (1988) - Miracle Girl (1989) - Catch Ball (1990) - WASHING (1991) - OPEN ZOO (1993) - Love Eater (1994) - Kiss Me Kiss Me (1995) - You're... (1998) - ちいさなとびら (2000) - そんな場所へ (2002） - AIR (2004) - Sunny Side up (2006) - 大好き (1989) - POCKET (1990) - yasashikunaritai (Ballad Best) (1992) - Birth to the Future (1994) - The Best of Rocks (1996) - The Best of Ballads (1996) - ZUTTO -Ever Lasting Collection- (1997) - GOLDEN BEST (2005) - My foot steps -20th anniversary memorial collection- (2007) |

## Liens
- (ja) Site officiel
- (ja) Blog officiel